# Ernst Abbe

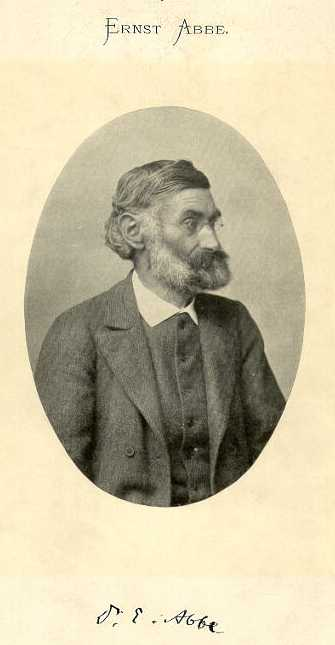
Ernst Abbe.

 Ernst Karl Abbe  (Eisenach, 23 de gener de 1840 − Jena, 14 de gener de 1905) va ser un físic alemany conegut pels seus treballs sobre òptica. Va treballar amb Carl Zeiss en el disseny de microscopi si altres instruments òptics corregint gran part de les aberracions òptiques presents en els instruments òptics de l'època. Abbe desenvolupar la major part de la seva activitat acadèmica a la Universitat de Jena i que també durant un temps director de l'observatori astronòmic de Jena.
Ernst Abbe és també conegut per haver introduït la jornada laboral de vuit hores recordant les jornades laborals del seu pare de 14 hores. Aquest model de jornada laboral seria copiat posteriorment per la companyia nord-americana Ford el 1914 i a partir d'aleshores en gran part del món
L'any 1970, es va decidir en el seu honor donar el nom de «Abbe» a un cràter d'impacte lunar situat l'hemisferi sud de la cara oculta de la Lluna.